# Michael Walke
Michael Walke (* 29. November 1956; † 24. August 1999) war ein deutscher Schauspieler und Synchronsprecher.

## Leben
Michael Walke studierte Schauspiel an der Theaterhochschule Leipzig, danach war er am Studio des Theaters Karl-Marx-Stadt engagiert. Es folgten Engagements am Theater Magdeburg ab 1983 und ab 1986 am Hans Otto Theater in Potsdam. Parallel zu seiner Arbeit auf der Bühne stand er auch in Film- und Fernsehproduktionen vor der Kamera. Ab 1989 bis zu seinem Tod 1999 war er Ensemblemitglied am Deutschen Theater in Berlin. Zur gleichen Zeit wurde er als Synchronsprecher aktiv, er sprach mehr als 200 Rollen in Filmen, TV-Serien und Zeichentrickfilmen. So sprach er z. B. Wayne Knight in Jurassic Park, Joe Nipote in Casper, James Gandolfini in 8mm – Acht Millimeter oder Christian Clavier in der Komödie Die Zeitritter – Auf der Suche nach dem heiligen Zahn. Auch sprach er Tony Robinson in der Serie Black Adder. In der Zeichentrickserie Die Tex Avery Show lieh Walke dem Superheldenhund Power Paul und dem russischen Bisamrüssler Sascha aus Oiski! Poiski! – Neues von Noahs Insel seine Stimme, außerdem synchronisierte er Schweinchen Dick aus den Looney Tunes, so auch in dem Film Space Jam von 1996. Nach Walkes Tod übernahm Santiago Ziesmer die Stimme des Schweines.
Michael Walke starb am 24. August 1999 mit 42 Jahren an einer Krebserkrankung.
Seine Zwillingstöchter, Friederike Walke und Marie-Isabel Walke, sind ebenfalls Schauspielerinnen und auch in der Synchronisation aktiv.

## Filmografie (Auswahl)
- 1988: Polizeiruf 110: Eine unruhige Nacht
- 1989: Zwei schräge Vögel
- 1991: Farßmann oder Zu Fuß in die Sackgasse
- 1991: Der Besucher
- 1991: Hüpf, Häschen hüpf (Fernsehfilm)
- 1992: Lilli Lottofee (Fernsehserie, ? Folgen)
- 1993: Motzki (Fernsehserie, 1 Folge)
- 1996: Tatort: Bei Auftritt Mord
- 1996: Unser Lehrer Doktor Specht (Fernsehserie, 11 Folgen)
- 1997: Flieg, Opa, flieg! (Fernsehserie, 6 Folgen)
- 1998: Tatort: Ein Hauch von Hollywood
- 1999: Für alle Fälle Stefanie (Fernsehserie, eine Folge)